# Franciszek Krok
Franciszek Piotr Krok (ur. 25 września 1949 w Białej Niżnej) – polski naukowiec, profesor nauk fizycznych o specjalności fizyka ciała stałego. Profesor zwyczajny na Wydziale Fizyki Politechniki Warszawskiej.

## Życiorys
Urodził się 25 września 1949 w Białej Niżnej. W 1967 zdał egzamin maturalny w Liceum Ogólnokształcącym im. Artura Grottgera w Grybowie. W 1972 ukończył studia magisterskie na Wydziale Fizyki Uniwersytetu Warszawskiego. W 1979 obronił pracę doktorską w Instytucie Fizyki Politechniki Warszawskiej, a w 1989 uzyskał w nim habilitację na podstawie rozprawy pt. Właściwości fizyczne NASICONU-u. Tytuł naukowy profesora w dziedzinie nauk fizycznych otrzymał 12 maja 1999. 
W ramach pracy naukowo-badawczej zajmuje się procesami przewodnictwa jonowego i mieszanego jonowo-elektronowego w ciałach stałych, strukturą przewodników superjonowych oraz możliwością ich implementacji w urządzeniach składujących i przekształcających energię. 
Od 1972 zatrudniony na PW jako nauczyciel akademicki, a od 2003 na stanowisku profesora zwyczajnego. W kadencji 1996-1999 dyrektor Instytutu Fizyki Politechniki Warszawskiej. Kierował działaniami związanymi z przekształceniem tego instytutu w wydział. W kadencjach 1999-2002 i 2002-2005 dziekan Wydziału Fizyki Politechniki Warszawskiej. W kadencjach 2005–2008 i 2008–2012 pełnił na PW funkcję prorektora ds. studiów.  
Kierownik Pracowni Krystalicznych Przewodników Superjonowych w Zakładzie Joniki Ciała Stałego na Wydziale Fizyki PW.  
W kadencji 2007–2010 zastępca przewodniczącego, a w latach 2011–2019 Przewodniczący Komitetu Fizyki Polskiej Akademii Nauk. Obecnie Honorowy Przewodniczący tego komitetu. Członek Towarzystwa Naukowego Warszawskiego. 
Wielokrotnie otrzymywał nagrody uczelniane za osiągnięcia naukowe i organizacyjne. 

## Odznaczenia
- Krzyż Kawalerski Orderu Odrodzenia Polski (2017)[7].
- Złoty Krzyż Zasługi (2002)[8].
- Odznaka Zasłużony dla Politechniki Warszawskiej (2017)[9].
- Medal Zasłużony dla Ziemi Sądeckiej (2018)[10].

## Wybrane publikacje
- Bogusz W., Krok F., Elektrolity stałe: właściwości elektryczne i sposoby ich pomiaru, Wydawnictwa Naukowo-Techniczne, Warszawa 1995, ISBN 83-204-1804-6.
- Bogusz W., Grabarczyk J., Krok F., Podstawy fizyki, Oficyna Wydawnicza Politechniki Warszawskiej, Wyd. 5. popr., Warszawa 2016, ISBN 978-83-7814-511-0.